# Winklerites zaballosi
Winklerites zaballosi is een keversoort uit de familie van de loopkevers (Carabidae). De wetenschappelijke naam van de soort is voor het eerst geldig gepubliceerd in 2011 door Giachino & Vailati.